# Râul Bozieni
Râul Bozieni este un curs de apă, afluent al râului Bârlad. 